# Exacte wetenschap
Exacte wetenschappen zijn de takken van wetenschap die gebaseerd zijn op natuurwetten en theorieën die  gekenmerkt worden door wiskundige modellering, formele logica en (met uitzondering van de wiskunde) experimentele toetsing (de wetenschappelijke methode). Ze worden, voornamelijk in Vlaanderen, soms ook aangeduid als positieve wetenschappen, in Nederland ook als bètawetenschappen.
Welke vakgebieden er precies onder vallen, is niet eenduidig bepaald. Een ruime definitie omvat alle natuurwetenschappen en technische wetenschappen alsmede wiskunde en informatica. Een beperktere definitie sluit bijvoorbeeld (delen van) de biologie en de aardwetenschappen uit en beperkt de notie grotendeels tot wiskunde, natuurkunde en scheikunde. De Nederlandse term bètawetenschappen omvat de brede definitie.